# Хесус Хіменес Самора
Хесус Марія Чіріако Хіменес Самора (ісп. Jesús María Ciriaco Jiménez Zamora; 18 червня 1823 — 12 лютого 1897) — державний і політичний діяч, двічі був президентом Коста-Рики.

## Біографія
Здобув медичну освіту у Гватемалі. 1852 року розпочав свою політичну кар'єру, ставши депутатом від Картаго, 1856 року став губернатором Картаго, а від 1858 до 1859 року — знову депутатом.
1859 року, коли президентом став Хосе Марія Монтеалегре, Хіменес був членом Установчих зборів і міністром закордонних справ. Вийшов у відставку 1860 й від 1862 до 1863 року був членом Палати представників.

### Президентство
За результатами виборів, що відбулись у квітні 1863 року Хіменеса обрали на посаду президента країни. Невдовзі після свого обрання він виступив проти Конгресу, в результаті чого законодавчий орган було розпущено. Однак після обрання нового складу Конгресу політична криза в країні не вщухла.
За його каденції 1865 року в Боготі Хосе Марія Кастро Мадріс від імені Коста-Рики підписав договір Кастро-Валенсуели з метою визначення кордону між Коста-Рикою та Колумбією.
В адміністрації Кастро Мадріса, який став президентом у травні 1866 року, Хіменес став віцепрезидентом. Під час військового перевороту, що відбувся 1 листопада 1868 року, Кастро було повалено, а Хіменес повернувся до виконання обов'язків президента. За його другої каденції було підірвано вплив військовиків, а президент разом з Установчими зборами видав Конституцію 1869 року. Початкова освіта в Коста-Риці стала безкоштовною, обов'язковою й такою, що фінансується державою.
Після квітневих виборів 1869 року повноваження Хіменеса було підтверджено голосами виборців. Однак його адміністрація не змогла консолідувати суспільство та від самого початку вдавалась до репресій, цензури преси та вигнання деяких опозиціонерів.

### Повалення та вигнання
27 квітня 1870 року в результаті військового перевороту на чолі з Томасом Ґвардією Ґутьєрресом Хіменеса було повалено, а тимчасовим президентом став Бруно Карранса. Хіменес спочатку виїхав до Картаго, але через острах судового переслідування вирішив залишити країну та виїхав до Панами. Однак за кілька місяців уряд Ґвардії оголосив амністію й дозволив Хіменесу повернутись до Коста-Рики. Після повернення на батьківщину він більше не займався політикою.